# H.N. Valentiner
Heinrich Nicolai Valentiner (født 3. marts 1834 på Gjeddesdal, død 16. februar 1921) var en dansk landmand, godsejer og etatsråd.
Han var søn af Adolph Valentiner og hustru f. Jacobsen, blev student 1851 og tog filosofikum året efter. Han blev ejer af Sallerupgaard ved Vordingborg 1857 og i 1868 overtog han faderens ejendom Gjeddesdal og fastholdt dens rang som mønsterejendom, især på mejeriets område, hvor han samarbejdede med landbrugsforskere som Thomas Riise Segelcke og N.J. Fjord. Det kan således fremhæves, at Gjeddesdal var en af de første gårde, hvor der indrettedes vandmælkeri (1869). Han var i besiddelse af megen almensans og virksomhedstrang, et stort fond af kundskaber, der omfattede ikke blot så godt som alt inden for landbrugets vidt forgrenede område, men også betydelige felter inden for kunst og videnskab, en fin og smidig intelligens og en fordomsfri natur. 1890-1908 var Valentiner formand for De Samvirkende Landboforeninger i Sjællands Stift, og han var tillige medlem at Landhusholdningsselskabets bestyrelsesråd fra 1872, formand i Kjøbenhavns Amts Landboforening 1880-1891 og medlem af Københavns Amtsråd. Han blev etatsråd 1879 og 1904 Kommandør af 1. grad af Dannebrogordenen og Dannebrogsmand.
Valentiner var en af landets dygtigste og mest reformivrige landmænd og var en væsentlig skikkelse i det landøkonomiske foreningsliv.
Han var gift med Julie Augusta V. (død 1899), datter af urmager Larpent.